# 菲拉維托巴
菲拉維托巴是哥倫比亞的城鎮，位於該國東北部，由博亞卡省負責管轄，距離首府通哈77公里，始建於1655年，面積108平方公里，海拔高度2,442米，2005年人口6,177。
5°39′N 73°00′W / 5.650°N 73.000°W